# 2199 Kleť
2199 Kleť là một tiểu hành tinh vành đai chính với chu kỳ quỹ đạo là 1225.2770156 ngày (3.35 năm).
Nó được phát hiện ngày 6 tháng 6 năm 1978.